# Latif Blessing
Latif Blessing, född 30 december 1996 i Accra, är en ghanansk fotbollsspelare som spelar för Los Angeles FC i Major League Soccer.

## Klubbkarriär

### Liberty Professionals
Latif Blessing föddes i Nankes, en liten by i Suhum-Krabo-Coaltar-distriktet i sydöstra Ghana. Han inledde sin juniorkarriär i de lokala klubbarna Kaizer FC, Elefeba FC och Blessing FC innan han 2013, 16 år gammal, anslöt till Liberty Professionals ungdomslag i Accra. Han flyttades snart upp till seniortruppen som spelade i landets högsta liga men fick inledningsvis nöja sig med en plats på bänken. Säsongen 2015 blev lyckad för Blessing som blev tvåa när Ghana FA utsåg de mest lovande spelarna efter säsongen. Inför säsongen 2016 var han nära en flytt till mesta mästarna Asante Kotoko, men han blev kvar i Libery.
Han inledde säsongen 2016 i startelvan och gjorde sitt första mål redan i den andra omgången då han gjorde matchens första mål i den 6:e minuten i matchen mot Inter Allies. Det stora genombrottet kom i den åttonde omgången då han gjorde två mål på fyra minuter när hans Liberty vände underläge till seger mot Berekum Chelsea, vilket innebar att han gjort sex mål dittills under säsongen. Totalt gjorde Blessing 17 mål under säsongen när hans Liberty tog tolfte platsen i ligan. För sin framgångsrika säsong vann han priset för årets spelare och skytteligan i Ghana Premier League 2016. Han blev även nominerad till MVP i Ghana FA Cup i en turnering där han ledde sitt lag till semifinal.
Efter säsongen var Blessing ett hett villebråd för flera klubbar, bland annat för de inhemska klubbarna Asante Kotoko och Hearts of Oak samt utländska klubbar såsom TP Mazembe, Ajax Cape Town och Sporting Kansas City.

### Sporting Kansas City
I januari 2017 skrev Blessing på för Sporting Kansas City i amerikanska Major League Soccer. Kontraktet löpte över tre säsonger fram till 2019 med ytterligare ett optionsår. Efter att endast ha fått 36 minuters speltid under säsongens inledning fick Blessing chansen från start mot Orlando City den 13 maj. Han gjorde säsongens första mål i den nionde minuten och gjorde ytterligare ett i den 74:e minuten, båda målen från nära håll, när lagen spelade 2-2. Den 30 juli gjorde han det matchvinnande 3-1-målet mot Chicago Fire när Kansas vann med 3-2. Han gjorde totalt tre seriemål under sin första säsong i MLS.
Den 12 juli ledde han sitt lag till seger i kvartsfinalen av US Open Cup när han gjorde två mål då Kansas slog ut de regerande mästarna FC Dallas, båda målen på övertid när Sporting vann med 3-0. Han gjorde ytterligare ett mål i finalen den 21 september då hans lag besegrade New York Red Bulls och laget tog hem sin fjärde titel i turneringen.
I november 2017 fick Blessing permanent uppehållstillstånd i USA och tog därmed inte upp en plats för internationella spelare i spelartruppen.
Blessing gjorde under sin tid i Kansas sex mål och två assist under 31 spelade matcher i alla turneringar.

### Los Angeles FC
Det nya expansionslaget Los Angeles FC valde Blessing i den andra rundan i 2017 års expansionsdraft inför säsongen 2018. Han blev den tionde spelaren genom tiderna från Sporting KC att väljas i en expansionsdraft. Den 10 mars gjorde Blessing sitt första mål för sitt nya lag i den andra omgången när han gjorde ledningsmålet då hans lag vände underläge till vinst borta mot Real Salt Lake i en match som slutade 5-1. Han gjorde ytterligare ett mål i den sjätte omgången då han fastställde slutresultatet i Los Angeles 5-3-seger borta mot Montreal Impact. I början juli tog målskyttet fart ordentligt när han gjorde mål i tre ligamatcher i rad i mötena med Philadelphia, Houston och Orlando City.

### Klubbstatistik
| Klubb                                                   | Säsong            | Inhemsk liga      | Inhemsk liga | Inhemsk liga | Nat. täv. | Nat. täv. | Internat. täv. | Internat. täv. | Totalt | Totalt |
| Klubb                                                   | Säsong            | Serie             | SM           | Mål          | SM        | Mål       | SM             | Mål            | SM     | Mål    |
| ------------------------------------------------------- | ----------------- | ----------------- | ------------ | ------------ | --------- | --------- | -------------- | -------------- | ------ | ------ |
| Liberty Professionals                                   | 2014              | Premier League    | 0            | 0            | 0         | 0         | 0              | 0              | 0      | 0      |
| Liberty Professionals                                   | 2015              | Premier League    | 0            | 0            | 0         | 0         | 0              | 0              | 0      | 0      |
| Liberty Professionals                                   | 2016              | Premier League    | 24           | 17           | 0         | 0         | 0              | 0              | 24     | 17     |
| Liberty Professionals                                   | Totalt i klubblag | Totalt i klubblag | 24           | 17           | 0         | 0         | 0              | 0              | 24     | 17     |
| Sporting Kansas City                                    | 2017              | MLS               | 26           | 3            | 5         | 3         | 0              | 0              | 31     | 6      |
| Sporting Kansas City                                    | Totalt i klubblag | Totalt i klubblag | 26           | 3            | 5         | 3         | 0              | 0              | 31     | 6      |
| Los Angeles FC                                          | 2018              | MLS               | 22           | 5            | 3         | 2         | 0              | 0              | 25     | 7      |
| Los Angeles FC                                          | Totalt i klubblag | Totalt i klubblag | 22           | 5            | 3         | 2         | 0              | 0              | 25     | 7      |
| Antal matcher och mål är korrekt per den 8 augusti 2018 |                   |                   |              |              |           |           |                |                |        |        |

Noteringar
1. ↑  Fullständig statistik inte tillgänglig för säsongerna 2014-2015.

## Meriter

### Klubblag
- Lamar Hunt US Open Cup: 2017

### Individuella utmärkelser
- Ghana Premier League: Skytteligan 2016
- Ghana Premier League: MVP Award 2016[7]